# Iwo Jima (film)
Pour les articles homonymes, voir Iōjima.
Pour plus de détails, voir Fiche technique et Distribution.
Iwo Jima (Sands of Iwo Jima) est un film américain réalisé en 1949 par Allan Dwan.

## Synopsis
Ce film retrace l'entraînement des troupes puis les sacrifices de la bataille d'Iwo Jima, au cours de la Seconde Guerre mondiale.

## Fiche technique
- Titre français: Iwo Jima
- Titre original : Sands of Iwo Jima
- Réalisation : Allan Dwan
- Scénario : Harry Brown et James Edward Grant d'après une histoire de Harry Brown.
- Distribution : Republic Pictures, Warner Bros.
- Produit par Herbert J. Yates
- Producteur associé : Edmund Grainger
- Directeur de la photographie : Reggie Lanning
- Décors : John McCarthy, Jr (en) et Otto Siegel
- Montage : Richard L. Van Enger
- Musique : Victor Young
- Costumes : Adele Palmer
- Direction artistique : James W. Sullivan
- Langue : anglais
- Genre : film de guerre
- Durée : 100 minutes
- Dates de sortie :
  - États-Unis : 14 décembre 1949
  - France : 1er mars 1950
- Source : DVD

## Distribution
- John Wayne (VF : Raymond Loyer) : sergent John M. Stryker
- John Agar (VF : Michel François) : Peter Conway
- Adele Mara : Allison Bromley
- Forrest Tucker (VF : Maurice Dorléac) : Al Thomas
- Wally Cassell (VF : Serge Lhorca) : Benny Regazzi
- James Brown (VF : Claude Bertrand) : Charlie Bass
- Richard Webb : "Handsome" Dan Shipley
- Arthur Franz : caporal Robert Dunne
- Julie Bishop : Mary
- Richard Jaeckel : Frank Flynn
- William Murphy : Eddie Flynn
- Martin Milner : Mike McHugh
- James Holden : Soames
- Hal Baylor : Soldat « Sky » Choynski
- Don Haggerty (non crédité) : un colonel

## Anecdotes
- Ont aussi participé :
  - Colonel D.M. Shoup, U.S.M.C.
  - Lt colonel H.P. Crowe, U.S.M.C.
  - Capitaine Harold C. Schrier, U.S.M.C.
- Les 3 survivants à avoir planté la bannière étoilée sur le Mont Suribachi ont aussi participé à l'action du film, les soldats René Gagnon, Ira Hayes et John Bradley
- Ce film est projeté à toutes les nouvelles recrues entrant aux centres d'entraînement des marines
- L'acteur John Agar alors sous contrat avec la MGM, fut « prêté » par David O. Selznick à la Republic Pictures
- L'acteur Richard Jaeckel, qui figurait déjà dans "Guadalcanal Diary" poursuit une longue carrière spécialisée dans les rôles de militaire américain. Il est ici l'un des deux jumeaux turbulents, qui passe son temps à se bagarrer avec son frère.
- À noter, l'apparition fugace d'un pathétique soldat juif, maladroit et désorienté, qui se fait évidemment tuer, ce qui permet l'inclusion d'une brève oraison en hébreu.
- Autre morceau de bravoure, le sergent Stryker (John Wayne) enseigne l'art du "planter de baïonnette" à un débutant, sur la musique de la raspa (Mexican Hat Dance)